# Kalpa (Vedanga)
Entre las seis disciplinas Vedanga, el Kalpa es la que trata sobre los rituales del Rig-veda (el texto más antiguo de la India, de mediados del II milenio a. C.).

## Los seis Vedangas
Los Vedanga (‘miembros del Veda’) son seis disciplinas auxiliares para la comprensión del Rig-veda:
- siksa: fonética y fonología (sandhi, división de las palabras en sus componentes).
- chandas: métrica poética
- viakarana: gramática
- nirukta: etimología
- yiotisha: astrología y astronomía. Relacionado con los días favorables para realizar sacrificios.
- kalpa: rituales

Los Vedangas se mencionan por primera vez en el Mundaka-upanisad (siglo III a. C.).
La práctica del sacrificio ―el acto por excelencia de la antigua religión védica― dio lugar a un gran número de sutras que sistematizaban el ritual de cada uno de los sacerdotes védicos. Varias de estas obras han llegado hasta el día de hoy y ocupan un lugar prominente dentro de las producciones literarias de aquella época.

## Los Kalpa-sutras
Los Kalpa-sutras (aforismos sobre ceremonial) son textos de dos tipos:
- Los Srauta-sutras, que se basan en el sruti (la enseñanza revelada, que primero constaba solo del Rig-veda, después de los tres Vedas que aparecieron y finalmente de los numerosos Upanisad que se escribieron desde el siglo V a. C.). Los srauta enseñan acerca de la ejecución de los grandes sacrificios védicos, con tres o cinco fuegos. Entre estos textos se incluyen los libros llamados Shulba-sutras que tratan sobre las medidas y la construcción de altares en los que realizar los sacrificios, que ofrecen mucha información sobre las primitivas operaciones geométricas en la India.

- Los Smarta-sutras, reglas basadas en el smrti (la tradición). Se subdividen en:
  - los Grijia-sutras o reglas de ritos de paso como matrimonio, nacimiento, poner un nombre a un nuevo bebé, etc. y
  - los Dharma-sutras, que tratan sobre obligaciones sociales y forman parte de las fuentes principales de los libros de la ley.

Relacionados con estos sutras existe un gran número de tratados suplementarios conocidos como Parisista, con varios temas relacionados con el Rig-veda y con el vedismo (que es la ritualista religión previa al místico hinduismo).